# غبارة (النادرة)

تعديل مصدري - تعديل

غبارة محلة تابعة لقرية ذي جهدم، التابعة لعزلة حدة بمديرية النادرة إحدى مديريات محافظة إب في الجمهورية اليمنية، بلغ تعداد سكانها 50 حسب تعداد اليمن لعام 2004.